# Distrito de Choco

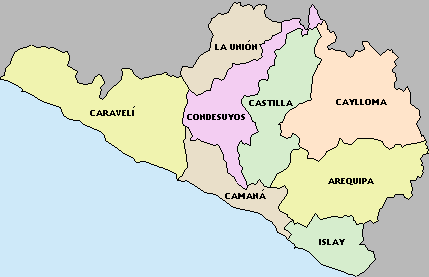
Provincias de Arequipa

El Distrito de Choco es uno de los catorce distritos que conforman la provincia de Castilla en el departamento de Arequipa, bajo la administración del Gobierno regional de Arequipa, en el sur del Perú.
Desde el punto de vista jerárquico de la Iglesia católica forma parte de la Prelatura de Chuquibamba en la Arquidiócesis de Arequipa.

## Historia
El Distrito de Choco fue creado mediante Ley s/n del 2 de enero de 1857, en el gobierno del Presidente Ramón Castilla.

## Geografía
Distrito situado en la sierra o parte alta, comarca de Castilla Alta, formada por altiplano, puna y cordillera. El altiplano de Choco ubicado entre los 3 800 y 4 000 m s. n. m., lo constituyen grandes llanuras, regadas por el río Choco, en las riberas del Cañón del Colca.
La puna ubicada entre los 4 000 y 4 500 m s. n. m.  es un área plana, cubierta de ichu y tola. La
cordillera de los Andes queda ubicada encima de los 4 500 m s. n. m.  y presenta nieves perpetuas supuestamente afectadas por el cambio climático. Representa a esta zona la cordillera del Chila, el nevado Coropuna y la cadena de cerros ubicados en los distritos de Andagua y Uñón.

## Centros poblados
El distrito de Choco cuenta con 7 anexos: Llanca, Ucuchachas, Pachauma, Pampuyo, Sihuincha, Ojuyo y Miña y 3 caseríos: Gilla, Humahuato y Soro. 
Su núcleo urbano principal, enclavado en una saliente de la cordillera andina, se encuentra desarticulado
totalmente del área rural, la cual se encuentra en la parte alta de un distrito eminentemente ganadero de camélidos sudamericanos.
El único acceso a la capital de distrito, se realiza a través de un camino de herradura en mal estado de conservación. Para acceder a los anexos de la parte alta (Pachauma, Sihuincha, Ojuyo y Pampuyo) es por la vía que se dirige al distrito de Caylloma. Esta vía se conecta con el anexo de Miña.

## Economía
Hasta el año 1998 constituía uno de los distritos más desarrollados de la región, pero entonces sufre las graves consecuencias del fenómeno del Niño que produjo daños extremos, dejando una secuela de vulnerabilidad.
Operan en forma artesanal e informal en la exploración y explotación de la minería. Básicamente es un distrito que se dedica a la agricultura y ganadería.

## Camino de herradura

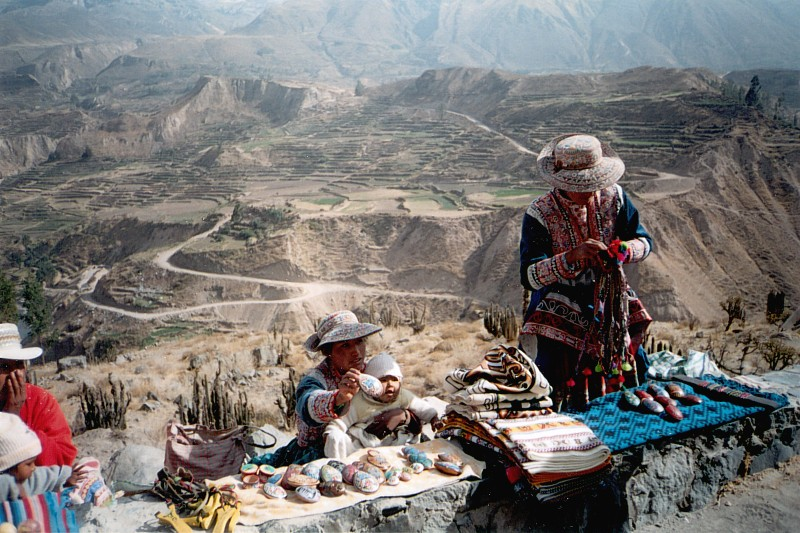
Vendedores de recuerdos en el Cañón del Colca.

Trajinado por los lugareños y visitado por mochileros, comunica con Andagua tras dos días de camino, pudiendo el caminante apreciar la Cordillera del Chila donde existen lugares para acampar.

## Tradiciones
En el mes de febrero se celebra una fiesta en honor a la Virgen de la Candelaria, bailando el tradicional “Wititi” hace que todos los visitantes se sientan identificados con esta sagrada imagen.

## Autoridades

### Municipales
- 2023 - 2026[4]
  - Alcalde: EVA ELIZABETH CHURA QUICAÑA, de Arequipa - Juntos por el Desarrollo de Arequipa.
  - Regidores:

  1. JULIAN MAMANI ANCCO
  2. GLORIA ESTAFANY VILCAPE LUPACA
  3. ELOY DANISLAO CARPIO CHURA
  4. ELENA MONICA HUAMANI PIZARRO
  5. JAIME CONCEPCION CHUQUICONDO VILCAPE

Alcaldes anteriores
- 2015-2018: Jesús Eugenio Aragón Pizarro, Juntos por el Desarrollo de Arequipa.
- 2011-2014:[5] Rómulo Simón Lastarria Quicaña, del Partido Popular Cristiano (PPC).
- 2007-2010: Trifonio Lucas Aragón Lupaca.

## Festividades
- San Sebastián.
- Virgen de la Candelaria.